# Wyspy Fletchera
Wyspy Fletchera (ang. Fletcher Islands) – niewielka grupa wysp położonych we wschodniej części Zatoki Commonwealthu, 6 mil (9,7 km) na południowy zachód od przylądka Cape Gray. Zostały odkryte przez ekspedycję Douglasa Mawsona, który nadał największej wyspie archipelagu nazwę Fletcher Island, na cześć Franka D. Fletchera, członka ekspedycji. Komitet Advisory Committee on Antarctic Names zarekomendował używanie nazwy Fletcher w odniesieniu do całej grupy wysp, na podstawie mapy z 1955 roku opracowanej na podstawie zdjęć wykonanych podczas Operacji Highjump.